# كاسبر هاوزر
كاسبر هاوزر (Kaspar Hauser؛ 30 أبريل 1812؟ - أنسباخ، 17 ديسمبر 1833) شاب ألماني يـُدعى أنه نشأ في عزلة تامة بزنزانة مظلمة. مزاعم هاوزر، ومصرعه طعناً لاحقا، أثار الكثير من النقاش والجدل.
النظريات المطروحة آنذاك وصلته بالعائلة الأميرية في دوقية بادن الكبرى. الأمر الذي يرفضه المؤرخون المحترفون منذ فترة طويلة.

## التاريخ

### الظهور الأول
في 26 مايو 1828، ظهر صبي في شوارع نورمبرغ. يحمل رسالة موجهة إلى قائد السرية الرابعة من فوج الفرسان السادس النقيب فون فسنيغ. جاء في مطلعها: «من حدود مملكة بافاريا / مكان غير مسمى / 1828»). قال الكاتب المجهول أن الصبي وُضع في عهدته وهو رضيع في 7 أكتوبر 1812 وقد علـّمه القراءة والكتابة والدين المسيحي، لكنه لم يسمح له قط «بقطع خطوة واحدة من بيتي». ذكرت الرسالة أن الصبي يود الآن أن يصبح خيالاً «، كما كان والده»، ودعت النقيب إما لضمه أو لشنقه.
كانت هنالك رسالة أخرى قصيرة مرفقة تزعم أنها من أمه إلى مربيه السابق. ذكرت بأن اسمه كاسبار، وقد ولد في 30 أبريل 1812 وبأن والده، الخيال من الفوج السادس، كان ميتاً. وفي الواقع وُجد أن يداً واحدة قد كتبت هاتين الرسالتين (والتي سطرت «إنه يكتب نفس خط كتابتي تماماً كما أفعل» ما قاد المحللين لاحقاً أن نفترضوا أن كاسبار نفسه قد كتب كل منهما.)
أخذ إسكافي يدعى فيكمان الصبي إلى منزل النقيب فون فسنيغ، حيث لن يكرر سوى عبارة «أريد أن أصبح خيالاً، كما كان والدي» و«الحصان! الحصان!» لم تـُثر مزيد من الأسئلة سوى الدموع أو الجواب المتصلب «لا أعرف». اقتيد إلى مركز الشرطة، حيث كتب اسم: كاسبار هاوزر. أظهر أنه على دراية بالمال، ويمكنه ذكر بعض الصلوات والقراءة قليلا، لكنه أجاب على أسئلة قليلة وبدت مفرداته محدودة نوعاً ما.
قضى الشهرين التاليين في برج فستنرتور في رعاية السجـّان أندرياس هيلتل. رغم ما ستقوله كثير من التقارير لاحقاً، كان في حالة بدنية جيدة، ويمكنه المشي بشكل جيد، على سبيل المثال، ارتقى أكثر من 90 درجة لغرفته. كان «لون بشرة وجهه صحي» ويبلغ السادسة عشرة تقريباً، ولكنه بدى ضعيفاً فكرياً. إلا أن العمدة بيندر، أدعى أن للصبي ذاكرة ممتازة، وكان سريع التعلم. زاره عديد الأناس الفضوليين شهدوا سروره الواضح. رفض كل الأغذية باستثناء الخبز والماء.

#### قصة هاوزر عن حياته في القبو
في البداية افترض أنه نشأ طفلا متوحشاً في الغابات، ولكن خلال العديد من المحادثات مع العمدة بيندر، أخبر هاوزر رواية مختلفة عن حياته الماضية، والتي سيكتبها أيضاً لاحقاً بأكثر تفصيل. ووفقا لهذه القصة كل ما يتذكره أنه قضى حياته وحيداً تماماً في زنزانة مظلمة طولها متران تقريباً وعرضها متر واحد وارتفاعها متر ونصف مع سرير قش للنوم ولعبة حصان خشبي فقط.
ادعى أنه كان يجد الخبز والماء إلى جانب سريره كل صباح. دورياً يصبح الماء مر الطعم وشربه يسبب له النوم بدرجة أكبر من المعتاد. عندما يستيقظ في مثل هذه المناسبات، يجد أن القش تغير وشعره قد قـُص وأظافره مقلمة. وأدعى هاوزر أن أول إنسان كان له معه اتصال كان رجلاً غامضاً زاره قبل الإفراج عنه بوقت ليس بالطويل، يحرص دائماً على عدم الكشف عن وجهه له. قال هاوزر أن هذا الرجل علمه أن يكتب اسمه من خلال قيادة يده. وبعد تعلم كيفية الوقوف والمشي، أُخذ إلى نورمبرغ. علاوة على ذلك، يزعم أن غريباً علمه أن يقول عبارة: «أريد أن أصبح خيالاً، كما كان والدي» (باللهجة البافارية)، ولكن هاوزر ادعى أنه لم يكن يفهم ما الذي تعنيه تلك الكلمات.
هذه الحكاية، ما تزال مشهورة حتى اليوم، أثارت فضول كبيراً، وجعلت هاوزر موضوع اجتذب اهتماماً دولياً. شاع بأنه من الأبوين الأميريين، وربما بادني أصل، ولكن كانت هناك أيضاً مزاعم بأنه محتال.

### حياته اللاحقة في نورمبيرغ
بدأ باول يوهان أنسيلم فون فيورباخ رئيس محكمة الاستئناف البافارية التحقيق في القضية. وُضع هاوزر في رعاية فريدريش داومر، البروفيسور والفيلسوف التأملي، والذي علمه موضوعات متعددة، وبالتالي اكتشف موهبته في الرسم. بدى أنه يزدهر في هذه البيئة. عرضه داومر أيضاً إلى علاجات مثلية وتجارب مغناطيسية. أخبر فيورباخ أنه «عندما أمسك البروفيسور داومر بالقطب الشمالي [من المغناطيس] باتجاهه، وضع كاسبر يده على الجزء الأسفل من بطنه، ورسماً صـُديريه في اتجاه الخارج، قال أنه رسمه هكذا؛ وأن تياراً هوائياً يبدو أنه ينطلق منه. القطب الجنوبي كان يؤثر عليه بقوة أقل؛ وقال أنه هب عليه.»

#### الجرح
في السابع عشر من أكتوبر عام 1829، لم يحضر هاوزر وجبة منتصف النهار، ولكن وُجد في قبو منزل داومر وهو ينزف من جرح في جبهته. أكد أنه أثناء جلوسه على المرحاض هاجمه رجل ملثم وجـرحه، كما هدده قائلاً: «مازال عليك أن تموت قبل أن تغادر مدينة نورمبرغ». وقال هاوزر أنه يعتقد من خلال الصوت بأنه ذات الشخص الذي أتى به إلى نورمبرغ. كما كان واضحاً من آثار دماءه، هرب هاوزر في البداية إلى الطابق الأول حيث كانت غرفته، ولكن بعد ذلك، بدلا من الانتقال إلى متولي أمره، عاد إلى الطابق السفلي وتسلق عبر باب مسحور إلى القبو. دعا المسؤولون المجزوعون لحراسة شرطية ونقلوه إلى رعاية يوهان بيبرباخ، أحد مسؤولي البلدية. غذى الهجوم المزعوم على هاوزر أيضاً الشائعات حول أصله المحتمل من آل بادن. يرى معارضو هاوزر أنه ألحق الجرح بنفسه بشفرة حلاقة، والتي أعادها بعد ذلك إلى غرفته قبل أن يذهب إلى القبو. قد يكون فعل ذلك لإثارة الشفقة وبالتالي الهروب من توبيخ مشاجرة حديثة مع داومر، الذي كان يعتقد بأن الصبي ميالاً إلى الكذب.

#### حادثة المسدس
في 3 أبريل 1830، أطلقت رصاصة مسدس بغرفة هاوزر في منزل بيبرباخ. دخل مرافقه الغرفة مستعجلاً ووجده ينزف من جرح في الجانب الأيمن من رأسه. استفاق هاوزر بسرعة وذكر أنه صعد الكرسي للحصول على بعض الكتب، وسقط الكرسي وبينما كان يحاول التمسك بشيئ ما حرك بسرعة مسدساً معلقاً على الحائط بطريق الخطأ، ما تسبب في إطلاق النار. ثمت شكوك بشأن عما إذا كان الجرح (الحميد) قد نجم في الواقع عن الطلقة ويربط بعض الكتاب بين الحادثة ومشاجرة سابقة، وكانت مرة أخرى لتأنيب هاوزر على الكذب. على كل حال، أدت الحادثة بالسلطات البلدية لاتحاذ قرار آخر بشأن هاوزر، الذي توترت علاقته مع آل بيبرباخ بعد أن كانت جيدة في البداية. في مايو 1830، تم نقله إلى منزل البارون فون توخر، الذي اشتكى لاحقاً أيضاً من تفاخر هاوزر الباهظ وأكاذيبه. لعل أشد حكم على هاوزر كان من السيدة بيبرباخ، التي علقت على «كذبه بشع» و«فن خداعه» ودعته «بالممتلئ بالبكر والحقد».

### اللورد ستانهوب
اهتمام النبيل البريطاني اللورد ستانهوب بأمر هاوزر، وحصل على حق رعايته في أواخر عام 1831. أنفق قدراً كبيراً من المال في محاولة لتوضيح أصل هاوزر. خصوصاً، قيامه بالدفع مقابل زيارتين إلى المجر، لأن هاوزر بدى أنه تذكر بعض الكلمات المجرية. أعلن ستانهوب لاحقاً الفشل الكامل لهذه التحقيقات وأدى به إلى الشك في مصداقية هاوزر. في ديسمبر 1831، نقل هاوزر إلى أنسباخ، برعاية ناظر مدرسة يدعى يوهان غيورغ ماير، وفي يناير 1832 ترك ستانهوب هاوزر إلى الأبد. استمر ستانهوب بدفع نفقات معيشة هاوزر، بيد أنه لم يف بوعده بأخذه إلى انكلترا. بعد وفاة هاوزر، نشر ستانهوب كتاباً قدم فيه كل الأدلة المعروفة ضد هاوزر، معتبراً إياه «واجبي بالاعتراف العلني بأنني قد خـُدعت». يشك اتباع هاوزر دوافع خفية واتصالات بين ستانهوب وآل بادن، ولكن التأريخ الأكاديمي يدافع عنه كمحسن وتقي وباحث عن الحقيقة.

### الحياة والموت في أنسباخ
الناظر ماير، رجل صارم ومتحذلق، لا يحب أعذار هاوزر الكثيرة وكذبه الواضح وبالتالي توترت العلاقة بينهما إلى حد ما. أواخر عام 1832، أعطي هاوزر وظيفة كناسخ في مكتب القانون المحلي. متأملاً بأخذ ستانهوب له إلى انكلترا كان مستاء كثيراً من وضعه، وازداد تدهوراً بوفاة كفيله أنسيلم فون فيورباخ في مايو 1833. كان هذا خسارة فادحة بكل تأكيد. (إلا أن بعض الكتـّاب، تشيرون إلى أن فيورباخ، في نهاية حياته، توقف على ما يبدو عن الإيمان بهاوزر؛ على الأقل كتب ملاحظة، عـُثر عليها في تركته، ونصها: «كاسبار هاوزر شخص غريب الأطوار ذكي وماكر، ووغد، وعديم الفائدة يتوجب قتله» ولكن لا يوجد مؤشر على أن فيورباخ، الذي كان مصاباً بالفعل بمرض خطير، جعل هاوزر يشعر بهذا التغير في الرأي.)
في 9 ديسمبر 1833، تجادل هاوزر بحدة مع ماير. كان من المتوقع أن يزور اللود ستانهوب أنسباخ في عيد الميلاد وقال ماير أنه لم يكن يعرف كيف سيواجهه.

#### الطعنة القاتلة

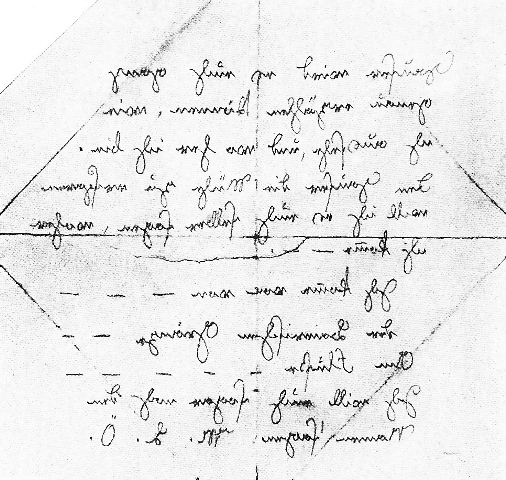
الملاحظة بكتابة المرآة. تصوير فوتوغرافي، الأصلية مفقودة منذ عام 1945.

بعد خمسة أيام، في 14 ديسمبر 1833، جاء هاوزر إلى المنزل بجرح عميق في صدره الأيسر. قال استدراج إلى حديقة بلاط أنسباخ وأن غريباً طعنه هناك، بينما كان يعطيه حقيبة. عندما فتش الشرطي هرلاين الحديقة، وجد خـَرْج بنفسجي صغير تحتوي على ملاحظة مبدئيا بطريقة كتابة المرآة. تقول الرسالة، بالألمانية:
| كاسبر هاوزر | هاوزر سيكون قادراً على إخبارك بالضبط تماماً كيف أبدو ومن أين أنا. لتوفير الجهد على هاوزر، أريد إخبارك بنفسي من أين أنا _ _. أنا من _ _ _ الحدود البافارية _ _ على نهر _ _ _ _ _ سأخبرك حتى بالاسم: M. L. Ö. | كاسبر هاوزر |

توفي هاوزر متأثراً بجرحه في 17 ديسمبر 1833.
جعل التضارب في رواية هاوزر محكمة تحقيق أنسباخ تشتبه بأنه قد طعن نفسه واخترع قصة تعرضه لهجوم. الملاحظة في الخـَرْج التي تم العثور عليها في الحديقة تتضمن خطأً إملائياً وخطأً نحوياً، كلاهما كانا من أخطاء هاوزر المتكررة، والذي على فراش الموت، يبربر تناقضات حول «كتابة بقلم رصاص». رغم أنه كان متحمساً جداً بالعثور على الخـَرْج، لم يسأل عن محتوياته. الملاحظة نفسها كانت مطوية في شكل ثلاثي معين، الطريقة كان يستخدمها هاوزر لطي رسائله، وفقاً للسيدة ماير. اتفق الأطباء الشرعيون أن الجرح قد يكون وقع ذاتياً. يعتقد العديد من الكتـّاب بأنه جرح نفسه في محاولة لإحياء الاهتمام الشعبي بقصته ولإقناع ستانهوب بالوفاء بوعده بأخذه إلى انكلترا، لكنه طعن نفسه بعد ذلك بشكل أكثر عمقاً مما كان مخططاً له.

#### الدفن

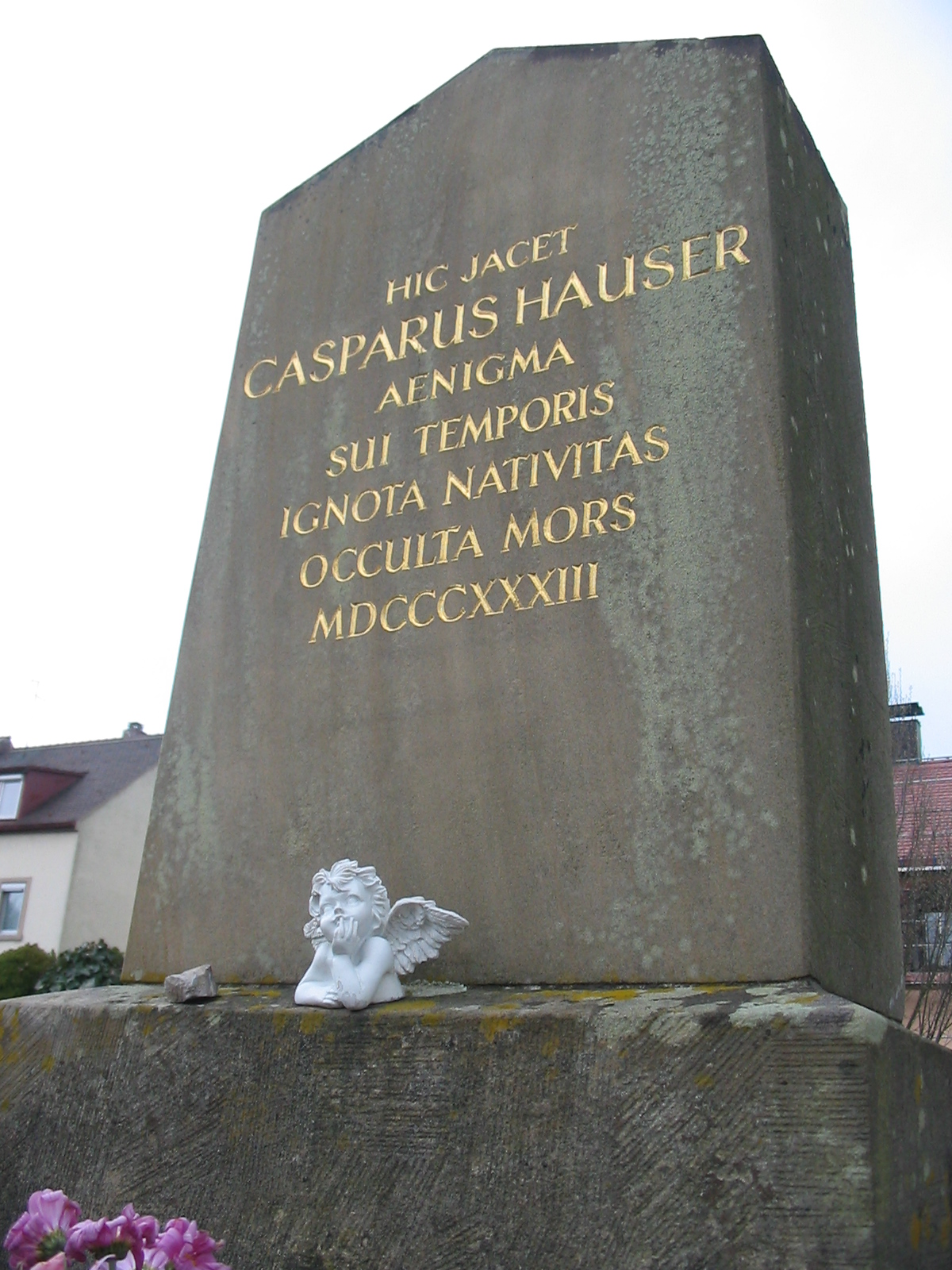
النصب في حديقة البلاط.

دُفن هاوزر في مقبرة ريفية؛ مكتوب على شاهد قبره، باللاتينية، «هنا يرقد كاسبر هاوزر، لغز زمانه. ميلاده مجهول، ووفاته غامضة.» نصب له وُضع لاحقاً في حديقة البلاط مكتوب عليه: «هنا قـُتل شخص غامض بطريقة غامضة.»

## آراء الطبية
تتضمن قصة حبس هاوزر تناقضات عدة في رواياته المختلفة للقصة. وخلص الطبيب النفسي كارل ليونهارت: «إن كان قد عاش منذ طفولته في ظل ظروف التي وصفها، فإنه لم يكن ليتطور لأكثر من حالة أحمق؛ بل أنه لم يكن ليظل على قيد الحياة طويلا. روايته ملئ بالسخافات حتى أنه من المدهش أن أحد صدقها وحتى اليوم ما يزال أناس كثيرون يصدقونها.»
أدعى الدكتور هايدنرايش، أحد الأطباء الحاضرين لتشريح الجثة، أن الدماغ كاسبار هاوزر كان ملفتاً لحجم القشرة الصغير وقلتها، وعدم تميز التلافيف القشرية، مما أشار للبعض أنه يعاني من ضمور قشري، أو من الصرع كما يرى غ. هسه. لعل هايدنرايش تأثر بأفكاره الفراسيدماغية عند دراسة الدماغ هاوزر. الدكتور ألبرت الذي أجرى تشريح الجثة وحرر التقرير الرسمي، لم يجد أي شذوذ في دماغ هاوزر.
رفض كارل ليونهارت أيضاً وجهات نظر كل من هايدنرايش وهسه. وخلص إلى الاستنتاج التالي: «كان كاسبار هاوزر محتالاً مرضياً، كما ارتأى ذلك من قبل مؤلفون آخرون. إضافةً إلى تصنعه الهستيري كانت لديه على الأرجح إصرار شخصية مصابة بالبارانويا لقدرته على لعب دوره برباطة جأش. من عديد التقارير عن سلوكه يمكن للمرء التعرف على اتجاه شخصيته الهستيري فضلا عن البارانوي».
أيدت دراسة طبية سنة 1928 الرأي القائل بأن هاوزر طعن بطريق الخطأ نفسه عميقاً، في حين جادل تحليل طب شرعي سنة 2005 أنه يبدو «من المستبعد أن الطعنة في الصدر ضـُربت حصراً لغرض الإضرر بالنفس، ولكن لا يمكن استبعاد لا الطعنة الانتحارية ولا فعل قتل (اغتيال) بكل تأكيد.»

## هاوزر وريثاً «أمير بادن»

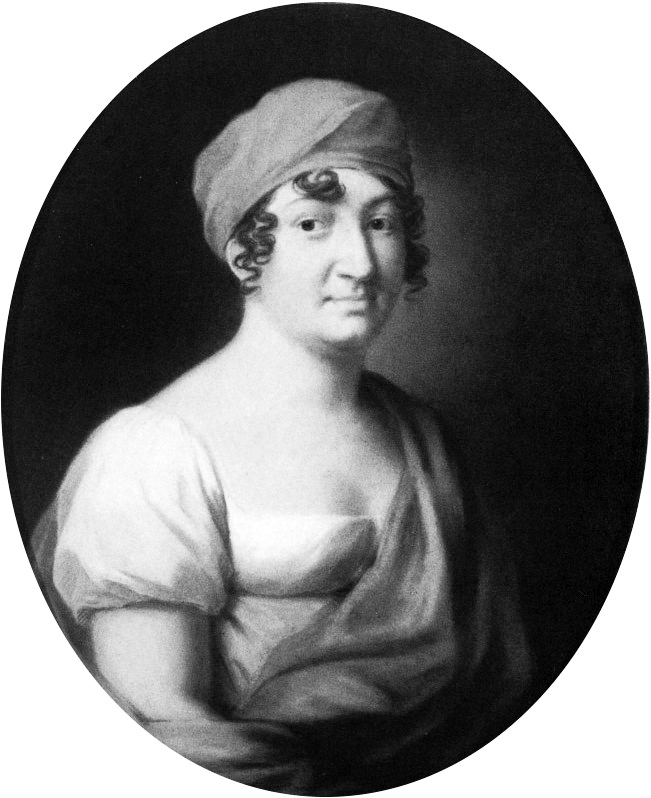
كونتيسة هوخبيرغ

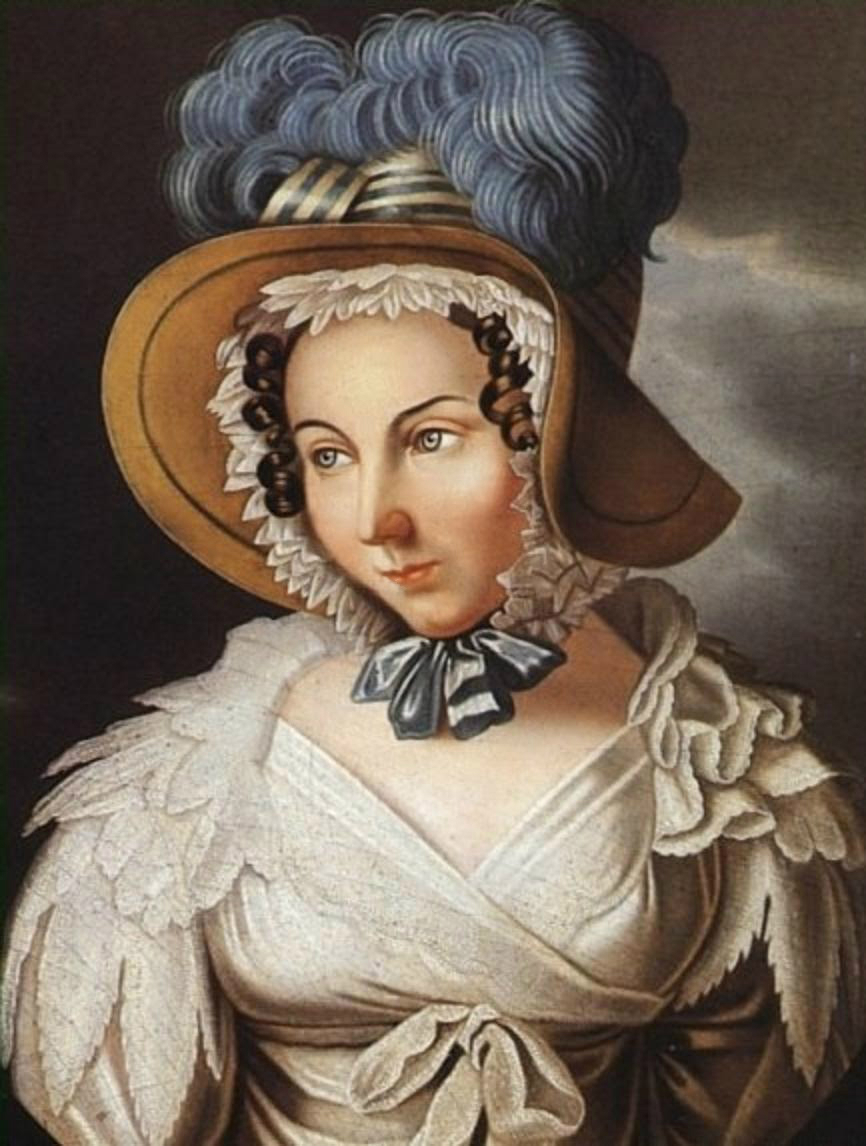
الدوقة الكبرى ستيفاني

وفقاً لشائعات معاصرة، سرت على الأرجح منذ عام 1829، كان كاسبار هاوزر أميراً وراثياً من بادن ولد 29 سبتمبر 1812، والذي وفقاً لتاريخ معروف، توفي 16 أكتوبر 1812. زعمت تبديل هذا الأمير بطفل رضيع ميت ثم ظهر بعد 16 عاماً بشخصية كاسبار هاوزر في نورنبيرغ. في هذه الحالة، كان والداه هما كارل لودفيش فريدرش، دوق بادن الأكبر وستيفاني دو بوارنيه، ابنة عم عن طريق الزواج وابنة متبناة لنابليون. لأن كارل لم يكن لديه ابن ذكر على قيد الحياة، كان خلفه عمه لودفيش، والذي خلفه بدوره في وقت لاحق أخوه غير الشقيق ليوبولد. كونتيسة هوخبيرغ والدة ليوبولد هي الجاني المزعوم لحبس الصبي. افترض تنكر الكونتيسة كشبح، «السيدة البيضاء»، عند خطف الأمير. لعل دافعها بوضوح كان تأمين الخلافة لأبنائها.
ادُعـيَ اغتيال هاوزر بعد وفاته إلى حد أبعد، مرة أخرى بسبب كونه الأمير.

### الإنكار في سبعينات القرن التاسع عشر
في عام 1876، قدم أوتو ميتلشتات أدلة ضد هذه النظرية استناداً إلى وثائق رسمية حول المعمودية الطارئة وتشريح ودفن الأمير. لخـّـص أندرو لانغ النتائج فيه كتابه «ألغاز تاريخية»: «صحيح أن الدوقة الكبرى كانت مريضة للغاية لأن يسمح لها برؤية طفلها الميت، في عام 1812، ولكن والد الطفل وجدته وعمته، مع 10 من أطباء البلاط والممرضات وغيرهم، لابد أن يكونوا قد رأوه، ميتاً، ومن السخيف للغاية افتراض، دون سلطة، أنهم كانوا جميعاً أطرافاً في مؤامرة السيدة البيضاء.» ذهب المؤرخ فريتس تراوتس بعيداً ليكتب:«الرواية السخيفة، التي تحرك إلى يومنا هذا العديد من الأقلام ووجدت تصديقاً كثيراً، كانت قد دُحضت تماماً في كتاب أوتو ميتلشتات.» وعلاوة على ذلك، نشرت رسائل من والدة الدوق الأكبر في عام 1951، تعطي تفاصيل عن ولادة ومرض ووفاة الطفل، تؤيد بقوة الأدلة ضد تبادل الطفلين المزعوم.

### تحاليل الحمض النووي مختلفة
في نوفمبر 1996، نشرت مجلة دير شبيغل الألمانية محاولة لمطابقة وراثية لعينة دم من ملابس داخلية يفترض أن تكون لكاسبر هاوزر. أُجري هذا التحليل في مختبرات خدمة علوم الطب الشرعي في برمنغهام، وفي معهد الطب الشرعي بجامعة ميونيخ. أثبتت المقارنات مع المتحدرين من عائلة الأميرية أن الدم المختبر لا يمكن ربما أن يعود إلى أمير بادن الوراثي.
في عام 2002، حلل معهد الطب الشرعي التابع لجامعة مونستر شعراً وخلايا الجسم من خصلات شعر وقطع ملابس تعود أيضاً إلى كاسبر هاوزر. أخذ المحللون من القطع المستخدمة في الاختبار ستة عينات حمض نووي مختلفة، تبين أنها متطابقة كلها، لكنها تختلف اختلافاً كبيراً عن عينة الدم المختبرة عام 1996، لذلك شـُكك بموثوقيتها. تمت مقارنة عينات الحمض النووي الجديدة بشريحة حمض النووي من أسترد فون مدينغر، وهي سليلة خط إناث ستيفاني دو بوارنيه. لم يكن التسلسل متطابقاً ولكن لوحظ أن الانحراف ليس كبيرً بما يكفي لاستبعاد وجود علاقة لأن الاختلاف يمكن أن تكون سببه طفرة. (الحمض النووي الميتوكوندري الذي تم فحصه مـُرر فقط عبر خط إناث، وبالتالي لا يمكن أن يغير إلا من خلال طفرة.) ومن ناحية أخرى، فإن التشابه عالي نسبيا بالتأكيد لا تثبت العلاقة المزعومة، فقد أظهرت «عينات هاوزر» نمطاً شائعاً بين سكان ألمانيا.
لا يسمح آل بادن بأي فحص طبي لبقايا ستيفاني دو بوارنيه أو الطفل الذي دفن على اعتباره ابنها في المدفن العائلي في بفورتسهايم شلوسكيرشه.